# Alisado

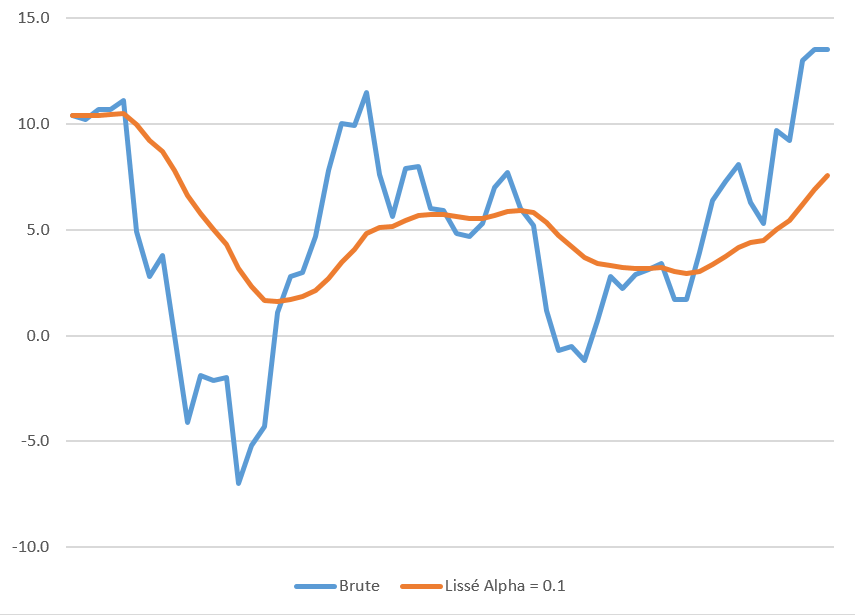
Función representante de alisado

En estadística y procesamiento de imágenes, suavizar o alisar o atenuar (el alisado o la atenuación de) un conjunto de datos consiste en crear una función que intente capturar patrones importantes en los mismos, y dejar fuera el ruido. Para ello, se emplean diversos algoritmos. Uno de los más comunes es la media móvil, utilizada a menudo con encuestas estadísticas. En procesamiento de imágenes y visión por computador, la aproximación mejor fundamentada es la representación espacio-escala.